# Gynoeryx integer
Gynoeryx integer là một loài bướm đêm thuộc họ Sphingidae. Loài này có ở Madagascar.